# Хисатака Окамото
Хисатака Окамото (на японски: 岡本 久敬) е японски футболист.

## Национален отбор
Записал е и 5 мача за националния отбор на Япония.
| Япония | Япония | Япония |
| Година | Мачове | Голове |
| ------ | ------ | ------ |
| 1955   | 5      | 0      |
| Общо   | 5      | 0      |